# Петровка (Колпнянский район)
Петровка — деревня в Колпнянском районе Орловской области. Входит в состав Ахтырского сельского поселения. Население — 5 чел. (2010).

## География
Петровка  находится в юго-восточной части области на Среднерусской возвышенности, у р. Кобылинка. С юго-запада примыкает д. Струково. Между селениями пруд, образованный запруживанием р. Кобылинка.
Уличная сеть не развита.
Климат
Климат умеренно континентальный; средняя температура января −8,5 °C, средняя температура июля +18,5 °C. Среднегодовая температура воздуха составляет +4,6 °C. Годовое количество осадков 500-550 мм., в среднем 515 мм.  Количество поступающей солнечной радиации составляет 91-92 ккал/см². По агроклиматическому районированию деревня Петровка, также как и весь  район, относится к южному с коэффициентом увлажнения 1,2-1,3. Преобладают юго-западные ветры.
Часовой пояс
деревня Петровка, как и вся Орловская область, находится в часовой зоне МСК (московское время). Смещение применяемого времени относительно UTC составляет +3:00.

## Население
| 2010 |
| ---- |
| 5    |

По местным данным на 2022 год проживает один человек.
Национальный состав
Согласно результатам переписи 2002 года, в национальной структуре населения русские составляли 100 % от общей численности населения в 17  жителей

## Инфраструктура
Личное подсобное хозяйство.

## Транспорт
Выезд на автодорогу межмуниципального значения «Глазуновка — Малоархангельск — Колпны — Долгое» (Идентификационный
номер 54 ОП РЗ 54К-8) (Постановление Правительства Орловской области от 19.11.2015 N 501 (ред. от 20.12.2017) «Об утверждении Перечня автомобильных дорог общего пользования регионального и межмуниципального значения Орловской области»).
Просёлочные дороги. 